# Campeonato Nacional 1968 (Argentina)
El Torneo Nacional 1968 fue el cuadragésimo segundo campeonato de la era profesional de la Primera División argentina de fútbol, y el que cerró la temporada. Comenzó el 6 de septiembre y finalizó el 29 de diciembre.
Se jugó de manera idéntica al Nacional de 1967, con doce equipos directamente afiliados, clasificados a través del Metropolitano, y cuatro equipos indirectamente afiliados, provenientes del Torneo Regional 1968.
Fue esta la primera vez que un torneo de Primera División organizado por la Asociación del Fútbol Argentino concluyó con tres equipos compartiendo la primera posición, por lo que se debió disputar un triangular para definir al campeón, situación que se repitió 40 años después, en el Apertura 2008. El Club Atlético Vélez Sársfield, bajo la conducción técnica de Manuel Giúdice, tras igualar el primer puesto con el Racing Club y el Club Atlético River Plate y volver a compartir con este último equipo la primera ubicación en el desempate, obtuvo el primer campeonato de su historia, por haber obtenido mayor cantidad de goles a favor durante la fase regular del certamen.
El campeón y el subcampeón clasificaron a la Copa Libertadores 1969, pero luego declinaron su participación.

## Equipos participantes

### Del torneo regular
Los 12 equipos clasificados en el anterior Metropolitano.
| Equipo          | Ciudad          | Estadio                    |
| --------------- | --------------- | -------------------------- |
| Boca Juniors    | Buenos Aires    | La Bombonera               |
| Colón           | Santa Fe        | Brigadier Estanislao López |
| Estudiantes     | La Plata        | Jorge Luis Hirschi         |
| Huracán         | Buenos Aires    | Tomás Adolfo Ducó          |
| Independiente   | Avellaneda      | El Cilindro                |
| Lanús           | Lanús           | Lanús                      |
| Los Andes       | Lomas de Zamora | Eduardo Gallardón          |
| Racing Club     | Avellaneda      | El Cilindro                |
| River Plate     | Buenos Aires    | Monumental                 |
| Rosario Central | Rosario         | El Gigante de Arroyito     |
| San Lorenzo     | Buenos Aires    | El Gasómetro               |
| Vélez Sarsfield | Buenos Aires    | José Amalfitani            |

### Del Torneo Regional
Los 4 equipos clasificados al efecto de tomar parte de este certamen.
| Equipo                  | Ciudad                | Estadio               |
| ----------------------- | --------------------- | --------------------- |
| Belgrano                | Córdoba               | El Gigante de Alberdi |
| Huracán                 | Ingeniero White       | Roberto N. Carminatti |
| Independiente Rivadavia | Mendoza               | Bautista Gargantini   |
| San Martín              | San Miguel de Tucumán | La Ciudadela          |

## Sistema de disputa
Una sola rueda todos contra todos, por acumulación de puntos.

## Tabla de posiciones final
| Pos. | Equipo                  | Pts. | PJ | PG | PE | PP | GF | GC | Dif. |
| ---- | ----------------------- | ---- | -- | -- | -- | -- | -- | -- | ---- |
| 1.º  | Vélez Sarsfield         | 22   | 15 | 10 | 2  | 3  | 39 | 14 | 25   |
| 2.º  | River Plate             | 22   | 15 | 9  | 4  | 2  | 35 | 15 | 20   |
| 3.º  | Racing Club             | 22   | 15 | 8  | 6  | 1  | 29 | 15 | 14   |
| 4.º  | Rosario Central         | 21   | 15 | 9  | 3  | 3  | 28 | 11 | 17   |
| 5.º  | Boca Juniors            | 21   | 15 | 8  | 5  | 2  | 25 | 7  | 18   |
| 6.º  | Colón                   | 19   | 15 | 8  | 3  | 4  | 26 | 19 | 7    |
| 7.º  | San Lorenzo             | 18   | 15 | 6  | 6  | 3  | 24 | 20 | 4    |
| 8.º  | Los Andes               | 17   | 15 | 6  | 5  | 4  | 22 | 15 | 7    |
| 9.º  | Huracán                 | 13   | 15 | 5  | 3  | 7  | 23 | 22 | 1    |
| 10.º | Belgrano                | 13   | 15 | 3  | 7  | 5  | 20 | 27 | −7   |
| 11.º | Independiente           | 12   | 15 | 4  | 4  | 7  | 26 | 25 | 1    |
| 12.º | Lanús                   | 11   | 15 | 2  | 7  | 6  | 15 | 22 | −7   |
| 13.º | Independiente Rivadavia | 9    | 15 | 1  | 7  | 7  | 8  | 25 | −17  |
| 14.º | Estudiantes (LP)        | 7    | 15 | 3  | 1  | 11 | 12 | 26 | −14  |
| 15.º | San Martín (T)          | 7    | 15 | 2  | 3  | 10 | 11 | 34 | −23  |
| 16.º | Huracán (IW)            | 6    | 15 | 2  | 2  | 11 | 11 | 57 | −46  |

|  | Campeón en desempate. |

### Evolución de las posiciones
| Equipo / Fecha          | 1    | 2    | 3    | 4    | 5    | 6    | 7    | 8    | 9    | 10   | 11   | 12   | 13   | 14   | 15   |
| ----------------------- | ---- | ---- | ---- | ---- | ---- | ---- | ---- | ---- | ---- | ---- | ---- | ---- | ---- | ---- | ---- |
| Racing Club             | 4.º  | 5.º  | 4.º  | 3.º  | 3.º  | 2.º  | 2.º  | 1.º  | 1.º  | 1.º  | 1.º  | 1.º  | 1.º  | 2.º  | 1.º  |
| River Plate             | 4.º  | 4.º  | 1.º  | 1.º  | 1.º  | 1.º  | 1.º  | 2.º  | 2.º  | 3.º  | 2.º  | 2.º  | 2.º  | 1.º  | 1.º  |
| Vélez Sarsfield         | 2.º  | 1.º  | 5.º  | 4.º  | 4.º  | 5.º  | 4.º  | 4.º  | 4.º  | 4.º  | 5.º  | 4.º  | 4.º  | 3.º  | 1.º  |
| Rosario Central         | 10.º | 7.º  | 7.º  | 6.º  | 7.º  | 6.º  | 7.º  | 6.º  | 6.º  | 5.º  | 4.º  | 5.º  | 5.º  | 4.º  | 4.º  |
| Boca Juniors            | 4.º  | 5.º  | 8.º  | 7.º  | 6.º  | 4.º  | 3.º  | 3.º  | 3.º  | 2.º  | 3.º  | 3.º  | 3.º  | 5.º  | 5.º  |
| Colón                   | 3.º  | 3.º  | 3.º  | 2.º  | 2.º  | 3.º  | 5.º  | 5.º  | 5.º  | 7.º  | 6.º  | 6.º  | 7.º  | 7.º  | 6.º  |
| San Lorenzo             | 10.º | 16.º | 11.º | 12.º | 8.º  | 9.º  | 8.º  | 8.º  | 10.º | 8.º  | 9.º  | 8.º  | 8.º  | 8.º  | 7.   |
| Los Andes               | 1.º  | 2.º  | 2.º  | 5.º  | 5.º  | 8.º  | 6.º  | 7.º  | 7.º  | 6.º  | 7.º  | 7.º  | 6.º  | 6.º  | 8.º  |
| Huracán                 | 15.º | 14.º | 13.º | 9.º  | 11.º | 7.º  | 9.º  | 10.º | 9.º  | 10.º | 8.º  | 9.º  | 9.º  | 9.º  | 9.º  |
| Belgrano                | 8.º  | 14.º | 11.º | 14.º | 13.º | 12.º | 12.º | 11.º | 11.º | 11.º | 10.º | 10.º | 10.º | 11.º | 10.º |
| Independiente           | 10.º | 11.º | 15.º | 10.º | 12.º | 11.º | 10.º | 9.º  | 8.º  | 9.º  | 11.º | 11.º | 11.º | 10.º | 11.º |
| Lanús                   | 8.º  | 8.º  | 10.º | 11.º | 13.º | 13.º | 15.º | 12.º | 13.º | 15.º | 14.º | 12.º | 12.º | 12.º | 12.º |
| Independiente Rivadavia | 10.º | 12.º | 16.º | 16.º | 16.º | 14.º | 14.º | 15.º | 15.º | 13.º | 12.º | 13.º | 13.º | 13.º | 13.º |
| Estudiantes (LP)        | 4.º  | 8.º  | 6.º  | 8.º  | 9.º  | 10.º | 11.º | 13.º | 12.º | 14.º | 16.º | 14.º | 14.º | 14.º | 14.º |
| San Martín (T)          | 14.º | 13.º | 9.º  | 13.º | 9.º  | 15.º | 16.º | 14.º | 14.º | 12.º | 13.º | 15.º | 15.º | 15.º | 15.º |
| Huracán (IW)            | 16.º | 10.º | 14.º | 15.º | 15.º | 16.º | 13.º | 16.º | 16.º | 16.º | 15.º | 16.º | 16.º | 16.º | 16.º |

## Resultados
| Fecha 1        | Fecha 1   | Fecha 1                 |
| Equipo Local   | Resultado | Equipo Visitante        |
| -------------- | --------- | ----------------------- |
| Estudiantes    | 1 - 0     | Independiente Rivadavia |
| Belgrano       | 0 - 0     | Lanús                   |
| Los Andes      | 5 - 0     | Huracán (IW)            |
| River Plate    | 1 - 0     | Independiente           |
| San Lorenzo    | 0 - 1     | Boca Juniors            |
| San Martín (T) | 1 - 3     | Vélez Sarsfield         |
| Racing Club    | 1 - 0     | Rosario Central         |
| Colón          | 2 - 0     | Huracán                 |

| Fecha 2                 | Fecha 2   | Fecha 2          |
| Equipo Local            | Resultado | Equipo Visitante |
| ----------------------- | --------- | ---------------- |
| Rosario Central         | 2 - 0     | San Lorenzo      |
| Boca Juniors            | 0 - 0     | Racing Club      |
| Huracán                 | 1 - 1     | River Plate      |
| Huracán (IW)            | 1 - 0     | Estudiantes      |
| Independiente Rivadavia | 0 - 0     | Los Andes        |
| Lanús                   | 1 - 1     | San Martín (T)   |
| Vélez Sarsfield         | 3 - 1     | Belgrano         |
| Independiente           | 2 - 2     | Colón            |

| Fecha 3        | Fecha 3   | Fecha 3                 |
| Equipo Local   | Resultado | Equipo Visitante        |
| -------------- | --------- | ----------------------- |
| Belgrano       | 1 - 1     | Rosario Central         |
| Colón          | 3 - 1     | Huracán (IW)            |
| Los Andes      | 1 - 0     | Huracán                 |
| Racing Club    | 3 - 2     | Lanús                   |
| River Plate    | 7 - 0     | Independiente Rivadavia |
| San Martín (T) | 1 - 0     | Boca Juniors            |
| San Lorenzo    | 2 - 1     | Vélez Sarsfield         |
| Estudiantes    | 2 - 1     | Independiente           |

| Fecha 4                 | Fecha 4   | Fecha 4          |
| Equipo Local            | Resultado | Equipo Visitante |
| ----------------------- | --------- | ---------------- |
| Boca Juniors            | 3 - 1     | Belgrano         |
| Huracán (IW)            | 1 - 3     | River Plate      |
| Independiente           | 4 - 1     | Los Andes        |
| Independiente Rivadavia | 1 - 1     | Colón            |
| Lanús                   | 2 - 2     | San Lorenzo      |
| Rosario Central         | 2 - 0     | San Martín (T)   |
| Vélez Sarsfield         | 1 - 1     | Racing Club      |
| Huracán                 | 1 - 0     | Estudiantes      |

| Fecha 5         | Fecha 5   | Fecha 5                 |
| Equipo Local    | Resultado | Equipo Visitante        |
| --------------- | --------- | ----------------------- |
| Belgrano        | 2 - 2     | Huracán (IW)            |
| Estudiantes     | 0 - 3     | Colón                   |
| Los Andes       | 1 - 1     | Boca Juniors            |
| Racing Club     | 4 - 1     | Independiente           |
| River Plate     | 3 - 0     | Lanús                   |
| San Lorenzo     | 3 - 1     | Huracán                 |
| San Martín (T)  | 0 - 0     | Independiente Rivadavia |
| Vélez Sarsfield | 4 - 2     | Rosario Central         |

| Fecha 6                 | Fecha 6   | Fecha 6          |
| Equipo Local            | Resultado | Equipo Visitante |
| ----------------------- | --------- | ---------------- |
| Boca Juniors            | 1 - 0     | Vélez Sarsfield  |
| Colón                   | 1 - 1     | River Plate      |
| Huracán                 | 7 - 1     | San Martín (T)   |
| Huracán (IW)            | 2 - 3     | Racing Club      |
| Independiente           | 1 - 1     | San Lorenzo      |
| Independiente Rivadavia | 1 - 1     | Belgrano         |
| Rosario Central         | 1 - 0     | Los Andes        |
| Lanús                   | 0 - 0     | Estudiantes      |

| Fecha 7         | Fecha 7   | Fecha 7                 |
| Equipo Local    | Resultado | Equipo Visitante        |
| --------------- | --------- | ----------------------- |
| River Plate     | 3 - 2     | Rosario Central         |
| Belgrano        | 0 - 0     | Independiente           |
| Huracán (IW)    | 1 - 0     | San Martín (T)          |
| Racing Club     | 1 - 0     | Huracán                 |
| San Lorenzo     | 1 - 1     | Independiente Rivadavia |
| Vélez Sarsfield | 2 - 0     | Lanús                   |
| Los Andes       | 1 - 0     | Colón                   |
| Estudiantes     | 0 - 1     | Boca Juniors            |

| Fecha 8                 | Fecha 8   | Fecha 8          |
| Equipo Local            | Resultado | Equipo Visitante |
| ----------------------- | --------- | ---------------- |
| Independiente           | 8 - 0     | Huracán (IW)     |
| Boca Juniors            | 3 - 1     | River Plate      |
| Colón                   | 0 - 2     | Rosario Central  |
| Huracán                 | 4 - 4     | Belgrano         |
| Independiente Rivadavia | 1 - 4     | Racing Club      |
| San Martín (T)          | 0 - 0     | San Lorenzo      |
| Vélez Sarsfield         | 3 - 0     | Estudiantes      |
| Lanús                   | 1 - 1     | Los Andes        |

| Fecha 9         | Fecha 9   | Fecha 9                 |
| Equipo Local    | Resultado | Equipo Visitante        |
| --------------- | --------- | ----------------------- |
| Belgrano        | 4 - 2     | San Martín (T)          |
| Colón           | 2 - 0     | Lanús                   |
| Huracán (IW)    | 0 - 3     | Huracán                 |
| River Plate     | 2 - 1     | Estudiantes             |
| Rosario Central | 0 - 0     | Boca Juniors            |
| San Lorenzo     | 1 - 1     | Racing Club             |
| Independiente   | 4 - 0     | Independiente Rivadavia |
| Los Andes       | 0 - 0     | Vélez Sarsfield         |

| Fecha 10                | Fecha 10  | Fecha 10         |
| Equipo Local            | Resultado | Equipo Visitante |
| ----------------------- | --------- | ---------------- |
| Boca Juniors            | 3 - 0     | Colón            |
| Estudiantes             | 2 - 3     | Los Andes        |
| Independiente Rivadavia | 2 - 0     | Huracán          |
| Lanús                   | 1 - 4     | Rosario Central  |
| Racing Club             | 0 - 0     | Belgrano         |
| San Martín (T)          | 2 - 0     | Independiente    |
| Vélez Sarsfield         | 2 - 1     | River Plate      |
| San Lorenzo             | 3 - 2     | Huracán (IW)     |

| Fecha 11        | Fecha 11  | Fecha 11                |
| Equipo Local    | Resultado | Equipo Visitante        |
| --------------- | --------- | ----------------------- |
| Racing Club     | 4 - 0     | San Martín (T)          |
| Belgrano        | 2 - 1     | San Lorenzo             |
| Colón           | 3 - 1     | Vélez Sarsfield         |
| Huracán (IW)    | 1 - 1     | Independiente Rivadavia |
| Lanús           | 1 - 1     | Boca Juniors            |
| River Plate     | 1 - 0     | Los Andes               |
| Rosario Central | 3 - 0     | Estudiantes             |
| Huracán         | 3 - 1     | Independiente           |

| Fecha 12        | Fecha 12  | Fecha 12                |
| Equipo Local    | Resultado | Equipo Visitante        |
| --------------- | --------- | ----------------------- |
| Boca Juniors    | 2 - 0     | Huracán                 |
| Huracán (IW)    | 0 - 3     | Lanús                   |
| Independiente   | 2 - 5     | Vélez Sarsfield         |
| Los Andes       | 1 - 1     | Racing Club             |
| Rosario Central | 1 - 0     | Independiente Rivadavia |
| San Lorenzo     | 3 - 1     | Colón                   |
| Estudiantes     | 2 - 0     | San Martín (T)          |
| Belgrano        | 0 - 3     | River Plate             |

| Fecha 13                | Fecha 13  | Fecha 13         |
| Equipo Local            | Resultado | Equipo Visitante |
| ----------------------- | --------- | ---------------- |
| Colón                   | 1 - 0     | Belgrano         |
| Huracán                 | 1 - 1     | Rosario Central  |
| Independiente Rivadavia | 1 - 1     | Boca Juniors     |
| Racing Club             | 3 - 1     | Estudiantes      |
| River Plate             | 2 - 2     | San Lorenzo      |
| San Martín (T)          | 0 - 2     | Los Andes        |
| Vélez Sarsfield         | 11 - 0    | Huracán (IW)     |
| Lanús                   | 1 - 1     | Independiente    |

| Fecha 14                | Fecha 14  | Fecha 14         |
| Equipo Local            | Resultado | Equipo Visitante |
| ----------------------- | --------- | ---------------- |
| Huracán                 | 2 - 1     | Lanús            |
| Huracán (IW)            | 0 - 4     | Rosario Central  |
| Colón                   | 4 - 2     | Racing Club      |
| Independiente           | 1 - 0     | Boca Juniors     |
| Independiente Rivadavia | 0 - 1     | Vélez Sarsfield  |
| Los Andes               | 4 - 1     | Belgrano         |
| River Plate             | 5 - 1     | San Martín (T)   |
| Estudiantes             | 1 - 2     | San Lorenzo      |

| Fecha 15        | Fecha 15  | Fecha 15                |
| Equipo Local    | Resultado | Equipo Visitante        |
| --------------- | --------- | ----------------------- |
| Belgrano        | 3 - 2     | Estudiantes             |
| Rosario Central | 3 - 0     | Independiente           |
| San Martín (T)  | 2 - 3     | Colón                   |
| Boca Juniors    | 8 - 0     | Huracán (IW)            |
| Lanús           | 2 - 0     | Independiente Rivadavia |
| Racing Club     | 1 - 1     | River Plate             |
| Vélez Sarsfield | 2 - 0     | Huracán                 |
| San Lorenzo     | 3 - 2     | Los Andes               |

## Triangular por el campeonato

### Tabla de posiciones final
| Pos. | Equipo          | Pts. | PJ | PG | PE | PP | GF | GC | Dif. |
| ---- | --------------- | ---- | -- | -- | -- | -- | -- | -- | ---- |
| 1.º  | Vélez Sarsfield | 3    | 2  | 1  | 1  | 0  | 5  | 3  | 2    |
| 2.º  | River Plate     | 3    | 2  | 1  | 1  | 0  | 3  | 1  | 2    |
| 3.º  | Racing          | 0    | 2  | 0  | 0  | 2  | 2  | 6  | −4   |

|  | Campeón (por mayor cantidad de goles a favor durante el torneo regular). |

### Partidos
| Partido 1   | Partido 1 | Partido 1   | Partido 1    | Partido 1       | Partido 1 |
| Equipo 1    | Resultado | Equipo 2    | Estadio      | Fecha           |           |
| ----------- | --------- | ----------- | ------------ | --------------- | --------- |
| River Plate | 2 - 0     | Racing Club | El Gasómetro | 19 de diciembre |           |

| Partido 2       | Partido 2 | Partido 2   | Partido 2    | Partido 2       | Partido 2 |
| Equipo 1        | Resultado | Equipo 2    | Estadio      | Fecha           |           |
| --------------- | --------- | ----------- | ------------ | --------------- | --------- |
| Vélez Sarsfield | 1 - 1     | River Plate | El Gasómetro | 22 de diciembre |           |

| Partido 3   | Partido 3 | Partido 3       | Partido 3    | Partido 3       | Partido 3 |
| Equipo 1    | Resultado | Equipo 2        | Estadio      | Fecha           |           |
| ----------- | --------- | --------------- | ------------ | --------------- | --------- |
| Racing Club | 2 - 4     | Vélez Sarsfield | El Gasómetro | 29 de diciembre |           |

## Goleadores
| Jugador              | Jugador          | Goles | Equipo          |
| -------------------- | ---------------- | ----- | --------------- |
| Bandera de Argentina | Omar Wehbe       | 13    | Vélez Sarsfield |
| Bandera de Brasil    | Araquem de Melo  | 10    | Huracán         |
| Bandera de Argentina | Alfredo Obberti  | 10    | Los Andes       |
| Bandera de Argentina | Roberto Salomone | 9     | Racing Club     |
| Bandera de Argentina | Oscar Más        | 8     | River Plate     |
| Bandera de Argentina | Daniel Onega     | 8     | River Plate     |

## Otras estadísticas
- Se marcaron 364 goles, dando un promedio de 2,96 goles por partido. 354 fueron durante el torneo y los 10 restantes en el reducido.
- Hubo 234 goles por parte del equipo local y 120 por el visitante. 10, correspondientes al Reducido, fueron en terreno neutral.
- En 123 partidos disputados, los equipos locales sumaron 67 victorias, los visitantes 19 y 2 más en el torneo Reducido, en campo neutral. Se totalizaron 35 empates.
- El equipo con la valla más vencida fue Huracán de Ingeniero White, que recibió 57 goles.
- El equipo menos goleador fue Independiente Rivadavia, con 8 goles.
- La mejor diferencia de goles la obtuvo Vélez Sarsfield, con 27.
- La peor diferencia de goles fue la de Huracán de Ingeniero White, que recibió 46 goles más de los que convirtió.
- La mayor goleada se registró en la fecha 13: Vélez Sarsfield 11 - 0 Huracán de Ingeniero White.